# Katholieke Kerk in Belize

Belize

De Katholieke Kerk in Belize is een onderdeel van de wereldwijde Katholieke Kerk, onder het geestelijk leiderschap van de paus en de curie in Rome.
In 2005 waren er in Belize ongeveer 133.000 (52%) katholieken. Het land bestaat uit een enkel bisdom, Belize City-Belmopan, dat deel uitmaakt van de kerkprovincie Kingston in Jamaica op Jamaica. Bisschop van Belize City-Belmopan is Dorick McGowan Wright. Men is lid van de bisschoppenconferentie van Centraal Amerika en Panama, president van de bisschoppenconferentie is José Francisco Ulloa Rojas, aartsbisschop van Cartago (Costa Rica). Verder is men lid van de Consejo Episcopal Latinoamericano.
Apostolisch nuntius voor Belize is aartsbisschop Santiago De Wit Guzmán, die tevens apostolisch nuntius is voor Antigua en Barbuda, de Bahama's, Barbados, Dominica, Grenada, Guyana, Jamaica, Saint Kitts en Nevis, Saint Lucia, Saint Vincent en de Grenadines, Suriname en Trinidad en Tobago en apostolisch gedelegeerde voor de Antillen.

## Indeling
- Aartsbisdom Kingston in Jamaica (Jamaica)
  - Bisdom Belize City-Belmopan

## Nuntius
- Apostolisch pro-nuntius
  - Aartsbisschop Paul Fouad Tabet (11 februari 1984 - 8 september 1984)
  - Aartsbisschop Manuel Monteiro de Castro (16 februari 1985 - 21 augustus 1990, later kardinaal)
  - Aartsbisschop Eugenio Sbarbaro (7 februari 1991 - 1998)
- Apostolisch nuntius
  - Aartsbisschop Giacinto Berloco (5 mei 1998 - 24 februari 2005)
  - Aartsbisschop Luigi Pezzuto (7 mei 2005 - 17 november 2012)
  - Aartsbisschop Léon Kalenga Badikebele (13 april 2013 - 17 maart 2018)
  - Aartsbisschop Fortunatus Nwachukwu (8 september 2018 - 17 december 2021)
  - Aartsbisschop Santiago De Wit Guzmán (sinds 30 juli 2022)